# Адолф I фон Алтена
Адолф I от Кьолн (на немски: Adolf von Altena; * ок. 1157; † 15 април 1220, Нойс) е граф на Берг-Алтена, херцог на Вестфалия (1193 – 1205) и от 1193 до 1205 г. и от 1212 до 1216 г. архиепископ на Кьолн.

## Живот
Той е вторият син на граф Еберхард I фон Берг-Алтена († 1180) и Аделхайд фон Куик-Арнсберг.
Около 1177 г. той е домхер в Кьолн, 1191 домпропст и от 1193 г., след напускането на чичо му Бруно III фон Берг, архиепископ на Кьолн.
През 1194 г. той се старае да освободи крал Ричард I Лъвското сърце, когото празнично посреща в Кьолн през началото на февруари 1194 г. Адолф е през 1195 г. против избора за крал на Фридрих II Хоенщауфен. На 12 юли 1198 г. той коронова Ото фон Брауншвайг (Велфи) в Аахен за римско-немски крал. През 1204 г. той се свързва обаче с Филип Швабски и го коронова на 6 януари 1205 г. за римско-немски крал. На 19 юни 1205 г. папа Инокентий III затова анатемосва и сваля Адолф.
До смъртта си през 1220 г. Адолф е отново епископ („Weihbischof“) в архиепископство Кьолн.